# Věž Solférino
Věž Solférino (francouzsky Tour Solférino) byla věž postavená v roce 1859 v Paříži na tehdejší ulici Rue des Rosiers (dnes Rue du Chevalier-de-la-Barre). Stála na vrcholku kopce Montmartre zhruba v místech, kde se dnes nachází bazilika Sacré-Cœur. Jednalo se o rozhlednu s výhledem na Paříž, kterou postavil majitele kabaretu Solférino, kde se vybíralo vstupné. Název je odvozen od italského města Solferino, kde v roce 1859 proběhla bitva, ve které Napoleon III. porazil Rakušany.
Věž byla zničena v roce 1870 během prusko-francouzské války, aby nemohla sloužit jako orientační bod pruským dělostřelcům.